# せんむ
せんむ（男性、1984年2月8日 - ）は、フリーのイラストレーター。東京都出身。

## 主な作品

### ライトノベルイラスト
日本
- 無限のリンケージ（著：あわむら赤光、GA文庫）
- けんぷファー（著：築地俊彦、MF文庫J）
- 見習い神官レベル1（著：佐々原史緒、ファミ通文庫）
- クインテット!（著：越後屋鉄舟、GA文庫）
- えたーなる☆ふれんど 〜Fromはぴねす!〜(著：水碕睦月、なごみ文庫)
- 響空のエレメントバレット（著：尼野ゆたか、富士見ファンタジア文庫)
- 玉繭（著：中澤工）
- 軋む楽園の葬花少女（著：鷹野新、電撃文庫）
- 詐欺師キッドの英雄演武（著：大泉貴、オーバーラップ文庫）
- 俺より強いあの娘を殴りに行く（著：本宮あきら、ファミ通文庫）
- 異世界ギルドの英雄師弟（著：あさのハジメ、講談社ラノベ文庫）
- アズールレーン ラフィーと始める指揮官生活（著：ツカサ、制作協力：「アズールレーン」運営、講談社ラノベ文庫）
- ファンタジーには馴染めない 〜アラフォー男、ハードモード異世界に転移したけど結局無双〜（著：nov、ドラゴンノベルス）
- 孤島の学園迷宮（著：三嶋与夢、LINE文庫エッジ）

台湾
- 鴉之聲 （著：IROYI.h / 第3回浮文字新人賞 ライトノベル部門銀賞受賞作、2011年6月）

- アークナイツ - プロヴァイゾ